# Herpsilochmus roraimae
El tiluchí del Roraima (Herpsilochmus roraimae), es una especie de ave paseriforme de la familia Thamnophilidae perteneciente al numeroso género Herpsilochmus. Es nativo de la región de los tepuyes del escudo guayanés, en América del Sur.

## Distribución y hábitat
Se distribuye en el sur de Venezuela, oeste de Guyana y adyacencias del extremo norte de Brasil.
Dentro de su pequeña zona de distribución, esta especie es localmente bastante común en el dosel y sub-dosel de selvas húmedas y en sus bordes, inclusive en bosques enanos en lo alto de los tepuyes. Habita entre los 800 y 2000 m de altitud.

## Descripción
Mide 12,5 cm de longitud; de larga cola, es una de las mayores especies del género. El macho tiene la corona y banda pos-ocular negras y una larga lista superciliar blanca; por arriba es gris con un amplio estriado negro, las alas y la cola son negras; las alas con destacadas barras blancas y las plumas de la cola terminadas en amplias puntas blancas, las plumas centrales con al menos cinco hileras de barras del tipo punteadas; por abajo es blanquecino. La hembra tiene la corona negra punteada de blanco (sin rufo o pardo amarillento), por arriba es como el macho; por abajo es blanquecina lavada de pardo amarillento en el pecho.

## Estado de conservación
Esta especie ha sido considerada como «preocupación menor» por la IUCN. Sobre la base de modelos de deforestación de la Amazonia, se estima que sufra una pérdida de hábitat preferencial de alrededor del 4 al 11% a lo largo de tres generaciones, o 14 años. Dada la susceptibilidad de la especie a la fragmentación de los bosques, se estima que la población decaiga menos del 25% a lo largo de dichas tres generaciones.

## Comportamiento
Usualmente forrajea en pareja, en las altas copas de los árboles, con preferencia por el follaje de las ramas externas. Frecuentemente se junta a bandada mixtas de alimentación de otras aves insectívoras.

### Alimentación
Su dieta consiste de varios tipos de insectos, posiblemente también de arañas.

### Vocalización
Su canto es un rápido y alegre staccato de 15 a 20 notas, que se hace más lento hacia el final.

## Sistemática

### Descripción original
La especie H. roraimae fue descrita por primera vez por el ornitólogo austríaco Carl Eduard Hellmayr en 1903 bajo el mismo nombre científico; la localidad tipo es: «Monte Roraima, 3500 pies [c. 1060 m], Bolívar, Venezuela».

### Etimología
El nombre genérico masculino «Herpsilochmus» proviene del griego «herpō»: reptar, arrastrarse y «lokhmē»: matorral, chaparral; significando «que se arrastra por el matorral»; y el nombre de la especie «roraimae», se refiere al monte Roraima, hábitat de la especie.

### Taxonomía
Las relaciones de parentesco con las otras especies de su género no están claras, posiblemente sea próximo al tiluchí dorsimanchado (Herpsilochmus dorsimaculatus).

### Subespecies
Según las clasificaciones del Congreso Ornitológico Internacional (IOC) y Clements Checklist v.2016, se reconocen dos subespecies, con su correspondiente distribución geográfica:
- Herpsilochmus roraimae kathleenae Phelps, Jr. & Dickerman, 1980 – región de los tepuyes del suroeste de Venezuela (oeste y sur de Bolívar, Amazonas) y adyacencias de Brasil (extremo norte del estado de Amazonas).
- Herpsilochmus roraimae roraimae Hellmayr, 1903 – región de los tepuyes del sureste de Venezuela (al este del río Caroní en Bolívar), adyacencias de Brasil (extremo norte de Roraima) y centro oeste de Guyana.[5]